# Второй президентский срок Касым-Жомарта Токаева
Второй президентский срок Касым-Жомарта Токаева начался 20 ноября 2022 года и должен закончиться 20 ноября 2029 года, а также стать последним.
26 ноября 2022 года во Дворце Независимости Астаны состоялась инаугурация Касым-Жомарта Токаева на второй срок.

## Результаты выборов
Президент Токаев в своём послании к народу Казахстана 1 сентября 2022 года предложил провести внеочередные президентские выборы 20 ноября 2022 года, также президент призвал через конституционный референдум сократить максимальное количество президентских сроков с двух до одного и увеличить срок президентства с пяти до семи лет. По итогам выборов Касым-Жомарт Токаев победил в первом туре с результатом 81,31 % при общей явке избирателей 69,44 %.

## Внутренняя политика
19 января 2023 года Токаев распустил нижнюю палату Парламента и назначил досрочные парламентские выборы на 19 марта 2023 года. 19 марта 2023 года состоялись выборы в Мажилис Парламента РК и маслихаты всех уровней. Впервые с 2004 года кандидаты в Мажилис избирались в рамках смешанной избирательной системы по одномандатным округам (29 из 98 депутатов). В выборах приняли участие 7 политических партий, две из которых были зарегистрированы после вступления в силу новых норм закона о партиях. Наблюдалась высокая гражданская активность. В Мажилис было выдвинуто более 500 кандидатов-самовыдвиженцев. В маслихаты всех уровней — более 10 тысяч кандидатов-самовыдвиженцев. По итогам выборов в нижнюю палату Парламента прошли 6 политических партий («Ак Жол» — 8,41 %; «AMANAT» — 53,9 %; «Ауыл» — 10,9 %; «ОСДП» — 5,2 %, «НПК» — 6,8 %, «Respublica» — 8,59 %)

### Правительство
5 февраля 2024 года Токаев подписал указ о принятии отставки правительства Казахстана во главе с Алиханом Смаиловым и названил Романа Скляра исполняющим обязанности премьера-министра страны. 6 февраля президент подписал указ о назначении нового правительства во главе с Олжасом Бектеновым.

### Переход к единому часовому поясу
1 декабря 2023 года на заседании рабочей группы, учёные и эксперты поддержали предложение о введении единого времени часового пояса UTC+5. Они рассматривали это решение как более оптимальное и близкое к естественному для народа страны. 19 января 2024 года правительство страны в том числе и Токаев, приняло решение о применении 5-го часового пояса на территории Казахстана. Данные изменения были внесены в постановление «О порядке исчисления времени». В ночь с 29 февраля по 1 марта время в Казахстане перевели на единое UTC+5.
После перехода страны на единый часовой пояс, в восточных городах Казахстана, таких как Усть-Каменогорск, солнце начало садиться гораздо раньше — около 15:30, что на час раньше по сравнению с прошлым годом. При этом рассветы также стали происходить раньше. Это вызвало недовольство среди жителей, которые сообщали о нарушении режима сна. Родители школьников жаловались, что дети второй смены возвращаются домой в полной темноте.
22 апреля 2024 года подана петиция с требованием отменить единый часовой пояс. К 7 июня она набрала 50 тысяч подписей, что дало основание для повторного рассмотрения вопроса правительством. Однако 2 августа министр торговли Арман Шаккалиев сообщил, что петиция была отклонена. В своём обращении он объяснил это тем, что министерство торговли и интеграции, сославшись на отсутствие научно обоснованных данных о негативных последствиях перехода на единый часовой пояс, приняло решение отклонить петицию.

### Предложение о смене герба
15 марта 2024 года Токаев выступая на заседании в Актау заявил, о анонсировании конкурса насчёт эскиза нового герба страны. В своём обращении он сказал, что герб напоминает «советскую» эпоху и слишком сложен для восприятия.
4 июля того же года министерство культуры и информации заявило, что герб Казахстана менять пока не будут в ближайшее время.

## Внешняя политика
В сентябре 2019 года Токаев на 74-й сессии Генассамблеи ООН предложил разместить региональный центр ООН по Целям устойчивого развития в Алма-Аты. 16 августа 2021 года движение «Талибан» заявило об окончании войны 2001—2021 годов в Афганистане; на этом фоне, 19 августа 2023 года Токаев напомнил актуальность открытия центра по ЦУР для Центральной Азии и Афганистана, в т. ч. ради наращивания помощи афганскому народу под эгидой ООН. 4 марта 2025 года Генассамблея ООН, консенсусом при соавторстве 152 стран, приняла резолюцию об учреждении в Алма-Аты Регионального центра ООН по ЦУР; президент отметил это как значимый внешнеполитический успех Казахстана.
1 мая 2024 года Токаев сообщил о согласии глав МИД Азербайджана и Армении провести в Алматы мирные переговоры по урегулированию обстановки на границе обоих стран.
В настоящее время Казахстан активно ведёт переговоры о взаимном безвизовом режиме с 26 странами.

#### Саммиты ШОС
По результатам саммита ШОС 2023 года в Нью-Дели (Индия) председательство в организации в 2023—2024 годах перешло к Казахстану.
Саммит в Астане (2024)
3 и 4 июля 2024 года в здании Дворца Независимости состоялся саммит ШОС в Астане. На встрече присутствовали лидеры 16 государств. Это был четвёртый саммит в Астане и в последний раз он проходил в этом городе в 2005, 2011 и 2017 годах. Одним из главных итогом данного саммита стало полноправное членство Республики Беларусь в ШОС. В результате этого ШОС превратилась в «шанхайскую десятку».

## Основные события

### Взрывы на шахтах и их последствия
Прекращение сотрудничества с компанией ArcelorMittal
3 ноября 2022 года на шахте имени Ленина (г. Шахтинск) при бурении скважин произошел внезапный выброс газа, погибли 5 работников. Токаев заявил, что аварии на предприятии «АрселорМиттал Темиртау» приобрели системный характер, отметив: «с 2006 года на комбинате произошло более 20 аварий, унёсших жизни свыше 100 наших граждан»; и поручил провести комплексную проверку предприятия.
17 августа 2023 года на шахте «Казахстанская» загорелась конвейерная лента, в результате чего погибло 5 человек; было принято решение о передаче объектов «АрселорМиттал Темиртау» в госсобственность. 28 октября на другом объекте компании — шахте имени Костенко прогремел пожар и взрыв, погибли 46 шахтёров.
Взрыв на шахте корпорации «Казахмыс»
17 февраля 2025 года на руднике «Жомарт» медеплавильного завода Жезказганского ГМК корпорации «Казахмыс» погибло 7 человек. Предварительной причиной обрушения назван выброс природного газа. В связи с трагедией, президент Токаев направил телеграмму соболезнования близким погибших, и, 20 числа обратил внимание на недопустимое положение дел в сфере безопасности труда, дав ряд поручений правительству.

### Убийство Салтанат Нукеновой
Казахстанский госдеятель Куандык Бишимбаев занимал посты помощника президента на то время Нурсултана Назарбаева и министра национальной экономики, входил в состав управляющих квазигосударственных фондов и структур; его причисляют к политической элите назарбаевской эпохи.
Первое лишение свободы Бишимбаева
В первый раз Бишимбаев был арестован 12 января 2017 года по факту получения взяток в особо крупном размере в группе лиц по сговору, его подозревали в хищении одного миллиарда тенге, по версии следствия, он, будучи главой АО «НУХ Байтерек», организовал преступную схему при строительстве завода листового стекла в Кызылорде. 9 февраля 2018 года президент Назарбаев сообщил, что ему жалко Бишимбаева, поскольку последнего обучали по международной стипендии «Болашак», вкладывали надежду, тратили время и средства.
Убийство Нукеновой
15 ноября 2023 года действующий президент Токаев провёл консультации с министром внутренних дел, генпрокурором, председателем Верховного суда и главами других профильных ведомств, где поручил пресекать любое насилие против женщин и отметил, что закон един для всех; министру внутренних дел было поручено держать дело на особом контроле. 27 декабря Токаев взял дело под личный контроль и строго предупредил перечисленных руководителей о необходимости предотвращения фактов насилия женщин и детей.
26 марта 2024 года на фоне общественного интереса, Верховный суд решил организовать открытые онлайн-трансляции судебных заседаний по делу; 4 октября Токаев оценил, что трансляции заседаний: вызывают доверие к судебной системе, увеличили требования к судьям и прокурорам, повышают правовую грамотность. В марте 2025 года издание Zakon.kz назвало дело Бишимбаева главным судебным процессом 2024 года, отметив, что его трансляции в видеохостинге YouTube достигли 20 млн просмотров.
Ранее, в 2017 году в Казахстане декриминализировали домашнее насилие, поскольку власти считали — женщины не обращаются в полицию из-за страха посадить своих мужей в тюрьму. Однако, после изменений количество преступлений возросло, а расследование и помощь пострадавшим остались на низком уровне. Убийство запустило кампанию «Письма в Сенат», граждане обращались с просьбой пересмотреть проект закона о защите прав женщин и безопасности детей, получивший в народе название «Закон Салтанат». Документ предусматривает уголовную ответственность виновных в домашнем насилии и пожизненное лишение свободы за педофилию; 11 апреля 2024 года парламент принял закон, а 15 апреля его подписал глава государства.

### Паводки в Казахстане (2024)
4 апреля 2024 года во время наводнений, Токаев совершил облёт над затопленными территориями Западно-Казахстанской области. Президент страны ознакомился с ситуацией в некоторых районах Казахстана, и сообщил, что жителям нужно быть готовыми к ухудшению ситуации и призвал к сплочённости. Токаев назвал паводки самым крупным наводнением и бедствием в стране за последние 80 лет.

### Планы на создание кластера АЭС
28 января 2025 года Токаев поручил правительству ускорить строительство первой АЭС, и приступить к созданию в стране ядерного кластера с определением наиболее подходящих мест для будущих станций. 14 марта глава страны принял решение о создании Агентства по ядерной энергетике при президенте, и заявил, что для комплексного развития энергетики государства нужно возвести три АЭС.

### Катастрофа Embraer E190 под Актау
25 декабря 2024 года самолёт Embraer E190 «Азербайджанских авиалиний» выполнял пассажирский рейс № 8243 по маршруту Баку—Грозный. По основной предварительной версии, на подлёте к аэропорту Грозного, самолёт был подбит российскими средствами ПВО, отражавших атаку украинских беспилотников, на фоне конфликта России и Украины.
После чего, рейс был переправлен в Актау, где сделав две петли над аэропортом города, рухнул и загорелся. На борту находилось 67 человек (62 пассажира и 5 членов экипажа), из них выжило 29, включая двух членов экипажа; все 6 пассажиров-казахстанцев погибли.
Наряду с другими лидерами стран, Токаев высказал свои соболезнования; и по его поручению, для расследования причин авиакатастрофы, от Казахстана была создана правительственная комиссия во главе с вице-премьером страны Канатом Бозумбаевым.

### Транспортные инициативы
14 марта 2025 года Токаев поручил правительству приступить к строительству автодороги от Астаны через Аркалык, сёла Тургай в Костанайской области и Иргиз к международному Транскаспийскому транспортному маршруту; и сообщил, что новая магистраль сократит путь между центральными и западными регионами страны на 560 км, также проект придаст импульс развитию всего Тургайского региона. Также 14 марта глава государства сообщил, что в Аркалыке следует восстановить аэропорт и построить новый аэровокзальный комплекс. Всё это укрепит транспортную связанность страны и будет способствовать освоению сельхозземель и развитию животноводства в Центральном Казахстане. 14 июня был дан старт строительству автокоридора «Центр — Запад» протяжённостью 865 км. Работу ведутся одновременно с двух точек — города Аркалык и села Тургай.